# Майер, Лукас
Лукас Майер (швед. Lukas Meijer, род. 21 августа 1988, Ульрисехамн, Швеция) — шведский рок-музыкант, гитарист и автор песен, вокалист группы «No Sleep For Lucy».
Вместе с польским диджеем Gromee представлял Польшу на «Евровидении-2018» с песней «Light Me Up» и не вышел в финал конкурса.

## Биография
Лукас Майер провёл своё детство в небольшом шведском городе Ульрисехамн. Образование получил в Уппсальском университете. В юности занимался хоккеем на льду. Был близок к подписанию спортивного контракта, но решил связать свою жизнь с музыкой.

## Дискография

### Синглы
- Lycka är vår tid[4].
- Without You (совместно с Gromee). Девятое место в чарте Польши[5].
- Light Me Up (совместно с Gromee). Первое место в чарте Польши[6]. Также песня попала в российский чарт Tophit[7].